# بوب ارين
بوب ارين (بالإنجليزية: Bob Warren)‏ (8 يناير 1927 بديفونبورت،ديفون في المملكة المتحدة - 1 نوفمبر 2002 ببليموث في المملكة المتحدة) هو لاعب كرة قدم بريطاني في مركز الدفاع. لعب مع تشيلسي ونادي بليموث أرجايل ونادي توركي يونايتد وPlymouth United F.C. ‏.